# Icacinales
Icacinales — порядок покритонасінних. Порядок не існував у системі APG III 2009 року та був доданий у систему APG IV 2016 року, включаючи дві родини, Icacinaceae та Oncothecaceae, які обидві були нерозміщеними родинами в APG III. Поширення пантропічне.